# Alberto Moleiro
Alberto Moleiro González (* 30. September 2003 in Santa Cruz de Tenerife) ist ein spanischer Fußballspieler, der beim FC Villarreal in der Primera División als offensiver Mittelfeldspieler spielt.

## Karriere

### Verein
Der in Teneriffa auf den Kanarischen Inseln geborene Alberto Moleiro wechselte 2018 von CD Sobradillo in die Jugendabteilung von UD Las Palmas. Nachdem er verschiedenen Jugendmannschaften des Vereins durchlaufen hatte, gab er am 15. Dezember 2019 sein Debüt für die B-Mannschaft, als er bei der 1:4-Auswärtsniederlage in der viertklassigen Segunda División B gegen Coruxo FC in der zweiten Halbzeit eingewechselt wurde.
Sein Debüt in der ersten Mannschaft gab Moleiro im Alter von 17 Jahren am 15. August 2021, als er beim 1:1-Unentschieden im Heimspiel gegen Real Valladolid in der Segunda División für Maikel Mesa eingewechselt wurde. Sein erstes Profitor erzielte er am 11. September, als er beim 1:1 gegen UD Ibiza den Ausgleichstreffer erzielte.
Im Sommer 2025 wechselte er zum FC Villarreal und unterschrieb dort einen Vertrag bis 2030.

### Nationalmannschaft
Moleiro spielte im September 2021 erstmals für die spanische U19-Nationalmannschaft in einem Freundschaftsspielen gegen Mexiko und erzielte am 16. November beim 6:0-Sieg gegen Aserbaidschan sein erstes Tor für die Mannschaft.

## Spielweise
Obwohl er oft mit Pedri (der ebenfalls für Las Palmas spielte) verglichen wird, spielt Moleiro in einer offensiveren Rolle im Mittelfeld. Trotz seiner geringen Körpergröße wird er für seine Vertikalität, seine Fähigkeit, seine Spielmacherqualitäten, und seine Schusskraft gelobt.